# تپه ماوران
تپه ماوران مربوط به هزاره ۵ قبل از میلاد است و در شهرستان نقده، بخش محمدیار، دهستان حسنلو، روستای حسنلو واقع شده و این اثر در تاریخ ۲۵ آبان ۱۳۸۷ با شمارهٔ ثبت ۲۳۵۷۴ به‌عنوان یکی از آثار ملی ایران به ثبت رسیده است.